# Ōuchi Yoshioki
Ōuchi Yoshioki est un nom japonais traditionnel ; le nom de famille (ou le nom d'école), Ōuchi, précède donc le prénom (ou le nom d'artiste).
Ōuchi Yoshioki (大内 義興, 7 avril 1477-29 janvier 1528) est un samouraï du clan Ōuchi du début de l'époque Sengoku. Il est connu pour avoir aidé à la restauration du shogun Ashikaga Yoshitane au pouvoir en 1508 et pour avoir construit le château de Saijō.
Ashikaga Yoshitane est contraint de fuir Kyoto en 1490 après avoir résisté aux efforts du kanrei (adjoint du shogun) Hosokawa Katsumoto pour le contrôler comme dirigeant fantoche. Ōuchi Yoshioki vient à son aide en 1507, réunit une armée et marche sur la capitale, affrontant un grand nombre d'autres familles de samouraïs sur son chemin. Hosokawa Masamoto, fils et successeur de  Katsumoto, est tué et Ashikaga Yoshizumi, son shogun fantoche, renversé. Récompensé d'un quatrième rang à la cour impériale, Ōuchi reste dans la capitale où il protège Yoshitane, qu'il soutient financièrement lui et l'empereur jusqu'en 1518 quand il rentre dans sa région d'origine à Yamaguchi.

## Source de la traduction
- (en) Cet article est partiellement ou en totalité issu de l’article de Wikipédia en anglais intitulé « Ōuchi Yoshioki » (voir la liste des auteurs).